# Keress!
A Keress! John Battelle amerikai újságírónak, a Wired alapító szerkesztőjének könyve arról, hogyan alakítja át a kultúrát és az üzleti életet a Google és az internetes keresés. Szó esik benne Eric E. Schmidtről, Larry Pageről és Sergey Brinről, a Google szlogenjéről („Don't be evil”), a Google Picasa szolgáltatásáról, a Flickr-ről, a battellemedia.org-ról, a Wikipédiáról, a dmoz-ról, a PATRIOT törvényről, a Stanford Egyetemről, a BackRubról, a Yahoo!-ról, az Exciteról, a Microsoftról.

## Magyarul
- Keress! Hogyan alakítja át kultúránkat, üzleti életünket a Google és az internetes keresés; ford. Bozai Ágota; HVG Könyvek, Bp., 2006